# DJ 겐타로
DJ 겐타로는 일본의 힙합 DJ이다. 2001년 DMC 월드 DJ 파이널에서 기술 부분에서 3위를 차지한 적이 있으며 2002년에 20세 나이로 DMC 역사상 최고 점수를 따 우승을 해 DMC World DJ Final에서 최초로 아시아 선수가 우승을 한 사람이 되었다.
최근 다른 힙합 아티스트인 더 루츠와 더 패러사이드에 서포팅을 한 바가 있으며 일본의 가수 하마사키 아유미의 여러 곡들을 리믹스 한 것으로도 잘 알려져 있다.

## DJ 어워드
- 2002 DMC 월드 Final - 우승
- 2002 DMC 재팬 Final - 우승
- 2001 DMC 월드 Final - 3위
- 2001 DMC 일본 Final - 우승
- 2001 청소년 DJ 챔피언십 - 우승
- 2000 VESTAX Extravaganza - 세계 결승진출자
- 2000 ITF 재팬 - 2등